# Атомный туризм

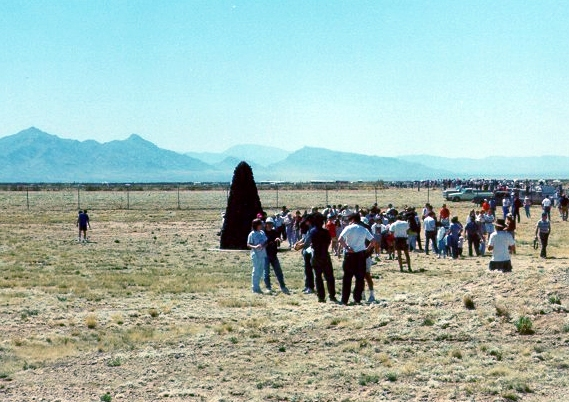
Туристы на «Граунд зеро» в Нью-Мексико, полигон Аламогордо

Атомный туризм — относительно новый вид туризма, посвященный знакомству с ядерными технологиями гражданского и военного назначения. Включает в себя посещение музеев ядерного оружия и средств его доставки, а также мест испытаний ядерного оружия.

## Музеи ядерной отрасли

### Атомные электростанции
- Обнинская АЭС — первая в мире атомная электростанция.

### Разработка и производство ядерного оружия
- Исторический музей Лос-Аламоса, Лос-Аламос, Нью-Мексико — история Манхэттенского проекта;
- Научный музей Брэдбери, Лос-Аламос, Нью-Мексико — история Манхэттенского проекта;
- Графитовый реактор X-10, Лаборатория Оук-Ридж, штат Теннесси — первый ядерный реактор для производства плутония-239;
- Ядерный могильник Саванна Ривер, Южная Каролина — производство плутония и трития;
- Экспериментальный реактор-размножитель I, Арко, штат Айдахо — первый ядерный реактор для производства электроэнергии, первый реактор-размножитель, использовавший плутоний в качестве топлива;
- Хэнфордский комплекс, штат Вашингтон — место расположения реактора В, на котором был произведён плутоний для испытания Тринити и бомбы «Толстяк»;
- Лаборатория Джорджа Герберта Джонса, Чикаго, Иллинойс — место, где плутоний был впервые выделен и отождествлён;
- Американский музей науки и энергетики, Оук-Ридж, штат Теннесси;
- Национальный музей ядерных испытаний, Лас-Вегас, Невада — ядерный полигон в Неваде.

### Средства доставки ядерного оружия
- Аэродром на Тиниане, Северные Марианские острова — место базирования самолётов, осуществлявших атомные бомбардировки Хиросимы и Нагасаки;
- Музей ракет «Титан», Сахуарита, Аризона;
- Музей проекта «Найк», Марин (округ), Калифорния;
- Музей ракет «Минитмен» имени Рональда Рейгана, Куперстаун, Северная Дакота;
- Национальный музей ядерной науки и истории, Альбукерке, Нью-Мексико;
- Национальный музей Военно-воздушных сил США, Дейтон, штат Огайо, где выставлен Bockscar — самолёт, сбросивший 9 августа 1945 года атомную бомбу на японский город Нагасаки;
- Национальный музей авиации и космонавтики, Вашингтон, округ Колумбия, где выставлен Enola Gay — бомбардировщик Boeing B-29 Superfortress армии США, сбросивший 6 августа 1945 года атомную бомбу на японский город Хиросима;
- Ракетный полигон Уайт Сэндс, Нью-Мексико;
- Музей военно-воздушных и космических сил, мыс Канаверал, Флорида;
- Музей вооружения ВВС США, база ВВС Эджлин, Флорида.

### Разное
- Бункер Гринбрир, Западная Виргиния — подземный бункер для Конгресса Соединенных Штатов
- Мемориальный парк мира в Хиросиме
- Парк мира (Нагасаки)
- Дефенбункер — музей «холодной войны» в Карпе, близ Оттавы, Канада.
- Ленин (атомный ледокол) — первый в мире атомный ледокол, первое надводное судно с ядерной силовой установкой.

### Места ядерных испытаний
- Тринити, Нью-Мексико — место первого в мире ядерного испытания
- Невадский испытательный полигон, Невада
- Тихоокеанский ядерный полигон близ Маршалловых островов
- Национальный заповедник Карсон, Нью -Мексико
- Карлсбад, Нью-Мексико
- Хиросима, первое применение ядерного оружия
- Нагасаки, второе применение ядерного оружия
- Маралинга, Южная Австралия — место ядерных испытаний Великобритании
- Похран, Раджастхан, Индия — место ядерных испытаний Индии.

## Аварии на АЭС
- Авария в Уиндскейле 10 октября 1957 года — крупнейшая в истории британской ядерной энергетики[2].
- Авария на АЭС Три-Майл-Айленд в 1979 году была самой значительной в истории американской ядерной энергетики.
- Чернобыльская авария 1986 года — крупнейшая авария на атомной электростанции в истории. Ей посвящён Национальный музей «Чернобыль» в Киеве. Чернобыльская зона отчуждения является популярным объектом посещения как легальных экскурсий, так и нелегальных проникновений[3][4].
- Авария на АЭС Фукусима 11 марта 2011 — радиационная  авария максимального, 7-го уровня по Международной шкале ядерных событий (INES), начавшаяся в пятницу 11 марта 2011 года в результате сильнейшего в истории Японии землетрясения и последовавшего за ним цунами.